# Elaphidion liviae
Elaphidion liviae es una especie de escarabajo longicornio del género Elaphidion, categorizada en la tribu Elaphidiini, de la subfamilia Cerambycinae. Fue descrita por Devesa & Grillo en 2016.

## Descripción
Mide 14,53-16,2 mm de longitud.

## Distribución
Se distribuye por América: Cuba.